# Díszes nyárfacincér
A díszes nyárfacincér (Saperda perforata) a cincérfélék családjába tartozó, Eurázsiában honos, nyárfákon élő bogárfaj. 

## Megjelenése
A díszes nyárfacincér testhossza 12-20 mm. Alakja megnyúlt, karcsú. Feje a többi cincérhez hasonlóan a test tengelyére merőlegesen, lefelé mutat. Alapszíne fekete, de szinte egész testét sűrű zöldessárga vagy szürkésfehér szőrözet fedi. A szárnyfedőket egy vonalban elhelyezkedő, 5-5 fekete folt, oldalt középen és a vállon fekete vonal, valamint az oldalszél mellett, jóval a váll mögött apró fekete petty díszíti. Az előhát felső oldalán 8 fekete petty látható: 4 az elülső, 4 a hátulsó szegély mellett, olykor egy kis folt középen is jelentkezik. A szárnyfedők oldalszéle erősen lehajló, dobozszerű. 

## Elterjedése és életmódja
Eurázsia mérsékelt égövi zónájában honos, a Pireneusoktól egészen Közép-Ázsiáig. Magyarországon országszerte előfordul, de ritka, többek között Budapest, Kalocsa, Debrecen, Bátorliget, Makó, Sopron, Komárom környékén ismertek állományai). 
Lárvája különféle nyárfákban, elsősorban a rezgő nyárban fejlődik, a kéregben rágja járatait. Elsősorban a frissen elpusztult fák még nedves kérge alatt él, a farészt alig károsítja. Rágcsáléka hosszú, szálas háncselemekből áll. Az imágó színe a tápnövénytől függ: a rezgő nyárban élő lárva zöldessárga lesz, míg a fehér nyárból szürkésfehér bogár bújik elő. Sokszor együtt támadja meg a fát az egérszínű darázscincérrel. Fejlődése 1-2 évig tart, majd a szijácsban bábkamrát rág és bebábozódik. Az imágó májustól kora augusztusig látható, júniusban rajzik a nyárfák környékén, és napközben a lombkoronában húzódik meg. Szürkületkor és éjjel aktív, a mesterséges fény vonzza. 
Magyarországon védett, természetvédelmi értéke 10 000 Ft.

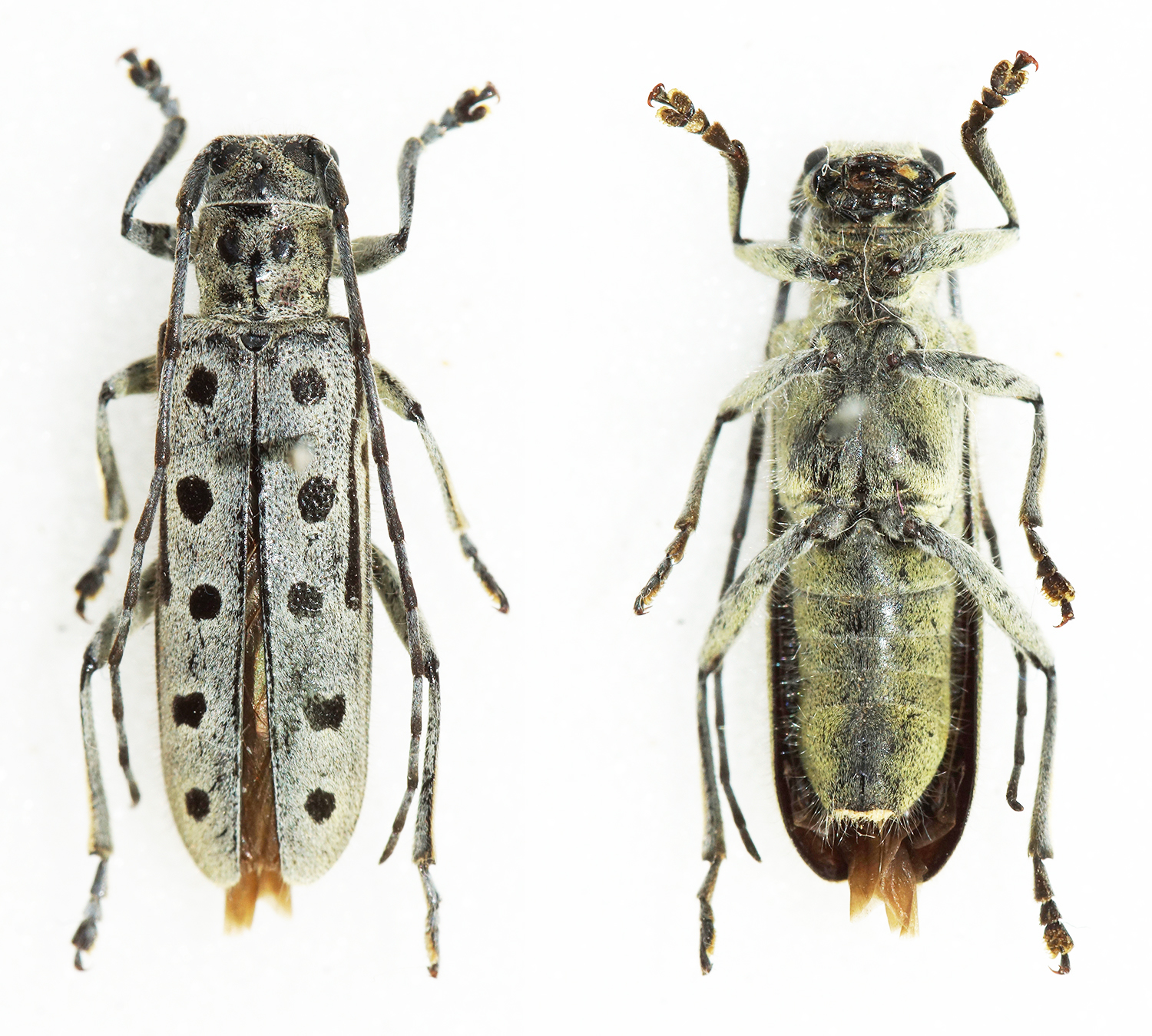
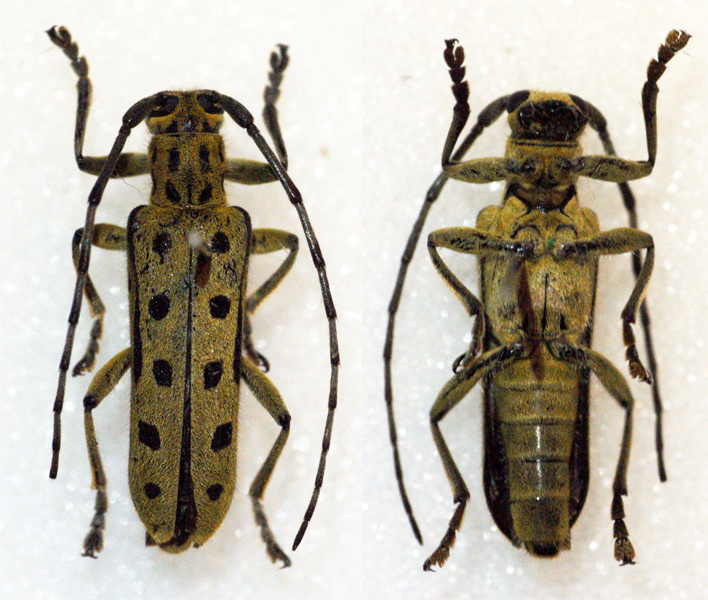
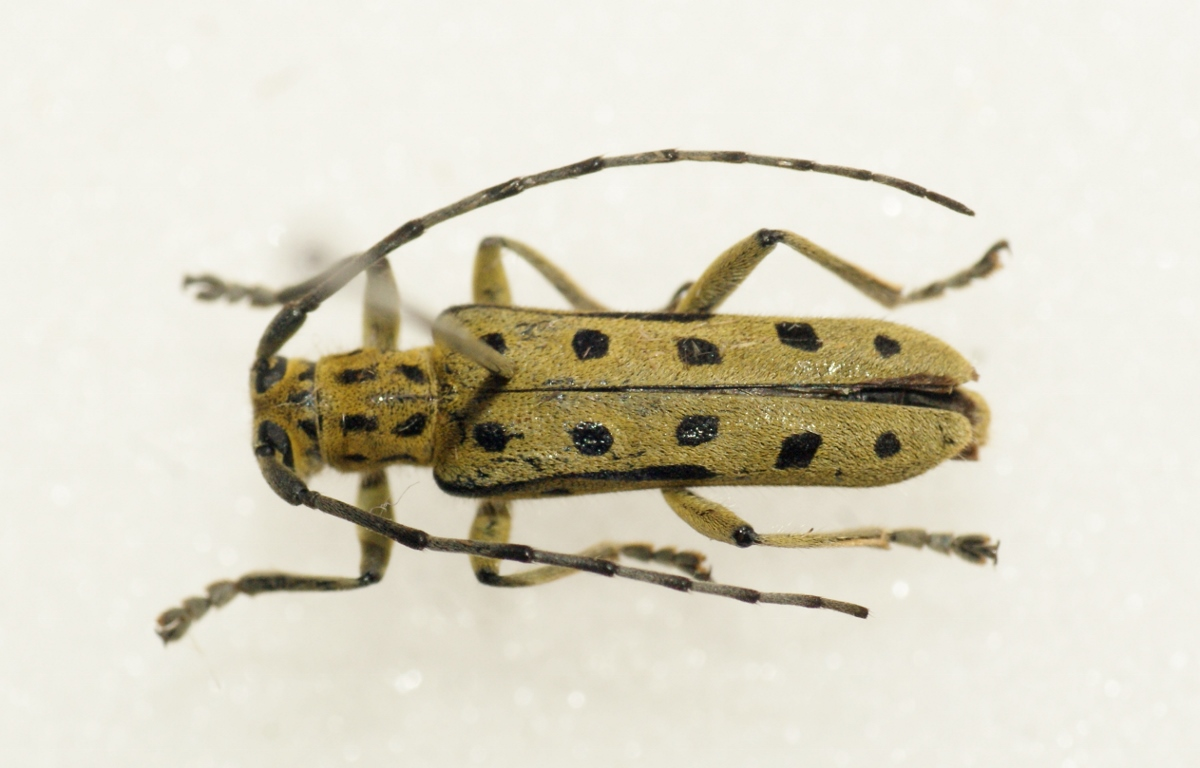
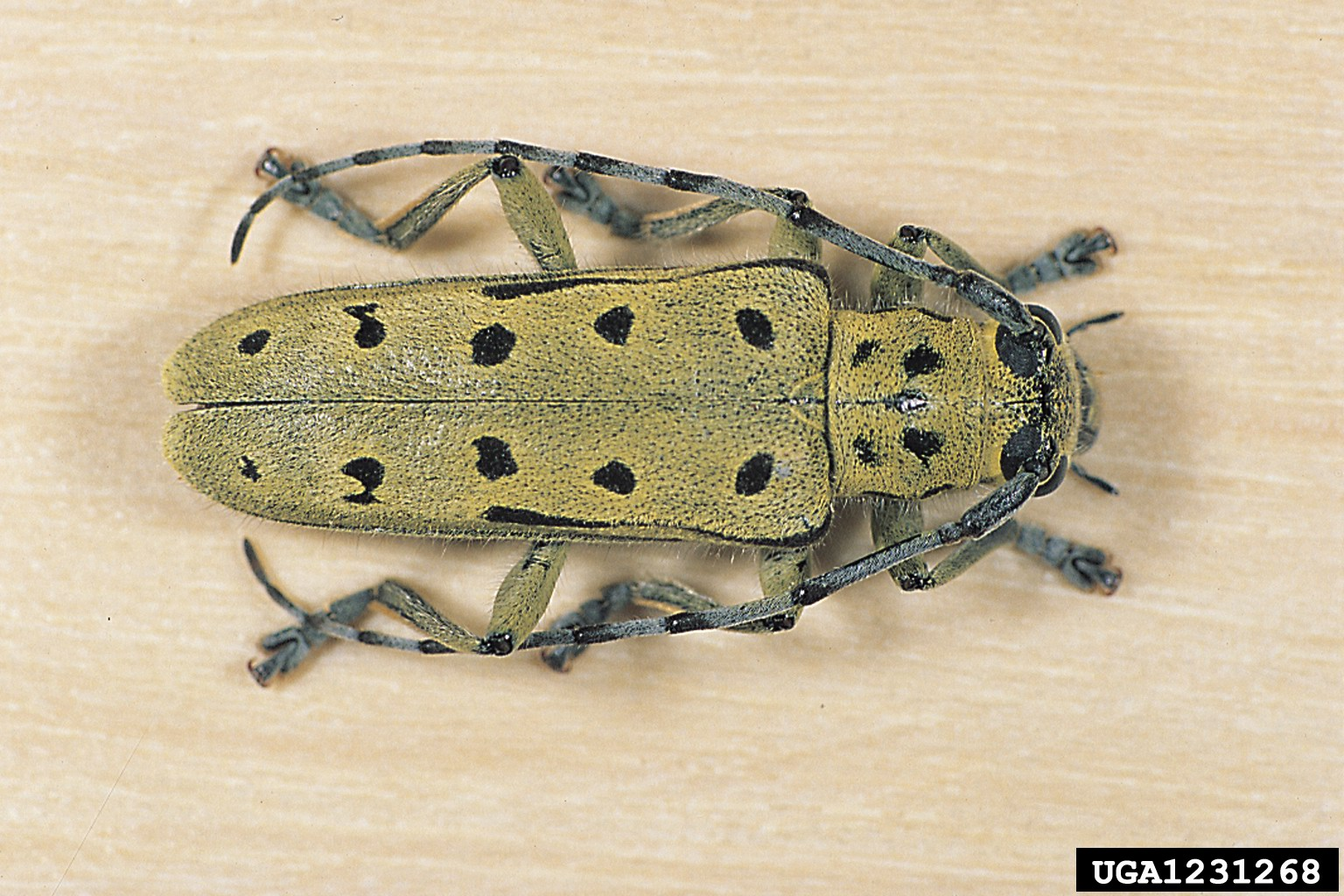
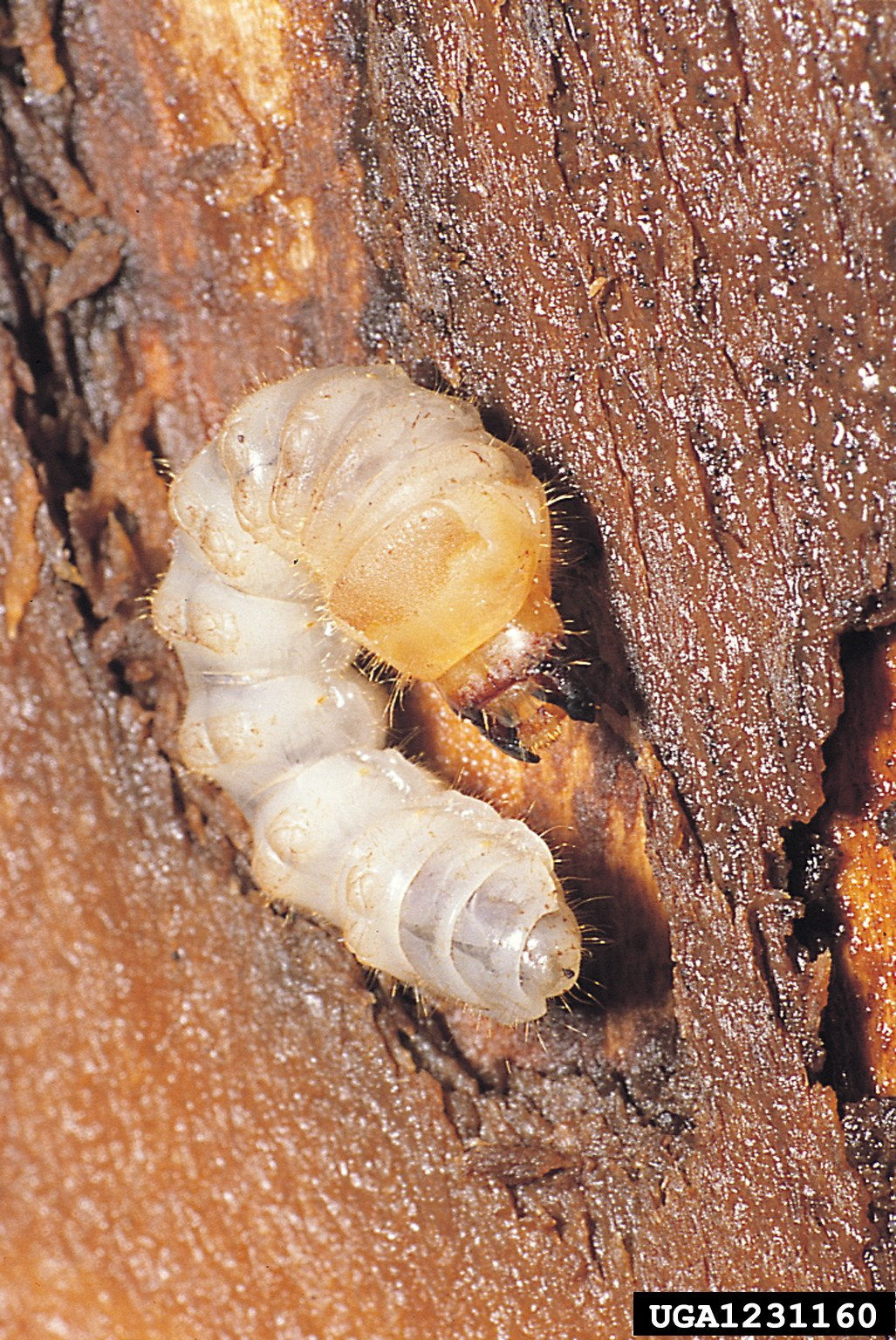